# Palacio Marqués de Rozalejo
El Palacio del Marqués de Rozalejo, o antigua Casa del mayorazgo de los Guendica, es un antiguo edificio residencia señorial construido en la ciudad de la Navarrería (Pamplona, Navarra, España) durante el siglo XVIII dentro del mayorazgo fundado por esta familia vizcaína arraigada en Pamplona. Más que un palacio estrictamente hablando es una casona noble y blasonada donde destaca su fachada barroca de 1740. Esta fachada está protegida por el Plan Especial de Protección y Reforma Interior del Casco Antiguo, catalogado en grado 2. Además de la fachada, son elementos de interés el zaguán empedrado del edificio así como la escalera interior. Por su emplazamiento en el recorrido del Camino de Santiago, está declarado Bien de Interés Cultural de la ciudad de Pamplona.

## Contexto urbano
Asentado en el Casco Antiguo de Pamplona, al pie del Camino de Santiago a su paso por esta ciudad, en la calle de la Navarrería número, «en el empalme con la calle del Carmen, esquina a la de Aldapa», frente a la fuente de Santa Cecilia o de la Navarrería. Su fachada está orientada al este, hacia el tramo final de la calle de la Navarrería que termina en la Plazuela de San José, junto a la Catedral de Pamplona.
La parcela sobre la que se asienta el inmueble tiene una superficie de 725,90 m2 según recoge el Servicio de Riqueza Territorial del Gobierno de Navarra. Incluyendo los dos patio con que cuenta el edificio, la parte construida ocupa algo más 588,30 m2, siendo el patio interior de 35,42 m2 y el patio posterior de 142,86 m2. En conjunto, la superficie construida suman 2.352,31 m2.

## Contexto histórico

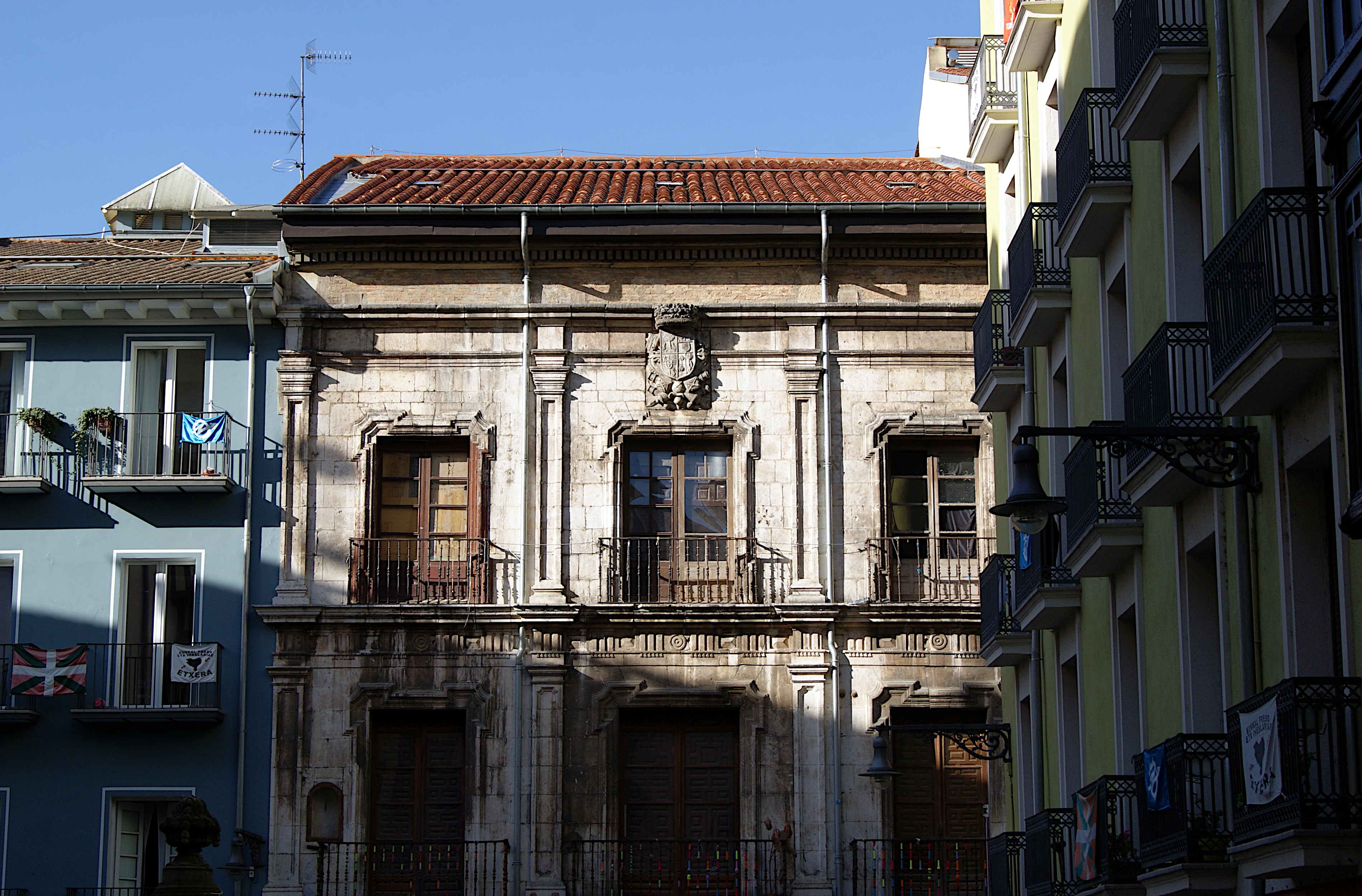
Detalle de la fachada, las dos plantas superiores.

Como se expresa en el Catálogo Monumental de Navarra, es «a partir del siglo XVIII cuando Pamplona empieza a renovarse interiormente, pujanza relacionada de alguna manera con la llamada "hora navarra del siglo XVIII". Es ahora cuando se renuevan en gran parte las viviendas de los vecinos, aunque respetando las alineaciones y anclas anteriores. Algunos nobles construyen sus palacios en la ciudad, dejando unos buenos ejemplos de arquitectura barroca, tal sucede con los palacios de los marqueses de San Miguel de Aguayo o de Rozalejo; junto a la aristocracia algunas instituciones civiles y eclesiásticas también dejan la impronta de su afán renovador en la erección de sus respectivos edificios institucionales, como vemos con el Ayuntamiento o palacio del Obispo, excelentes ejemplos del sentido escenográfico del barroco.»
El linaje vizcaíno de los Guendica, en la figura de Luis Guendica Mendieta, enlazó en 1713 (el 27 de agosto en la parroquia de San Juan Bautista) con María Ignacia Martínez de Ujué y Fandoas, de la familia pamplonesa de los Aldunate, formando un amplio patrimonio en Navarra. Del matrimonio nacieron seis hijos. La más pequeña habitó el edificio entre 1780-1801. Tras su fallecimiento, uno de sus sobrino heredó el inmueble hasta que en 1808, con la ocupación francesa de Pamplona, pasó a propiedad de Policarpo Daoiz y Sala, II marqués de Rozalejo que fue alcalde de Pamplona (1846-1854) y heredó el título concedido en 1801 a Fernando Daoiz y Guendica, explicando todo ello su actual denominación popular.
Durante el siglo XIX fue habilitado como un edificio de viviendas en alquiler modificando para ello su estructura interna.
Fue comprado por el Gobierno de Navarra en 2005 con la finalidad de convertirlo en un espacio de utilidad pública. Fue objeto de okupación en 2007 y, aunque fue desalojado, en 2017 volvió a ser okupado y rebautizado como gaztetxe Maravillas.
En la actualidad se realizan reformas para habilitarlo como sede de Instituto Navarro de Memoria acogiendo la dirección general de Memoria y Convivencia. Para ello se han gastado 9,2 millones de euros durante varios ejercicios.

## Descripción
Fue diseñado y construido en 1739 por Luis Guendica Mendieta, militar español «Caballero de la Orden de Santiago en 1736, Teniente General de los Reales Ejércitos y Capitán General de Andalucía» que nunca vivió en él, aunque sí lo hizo su hijo Francisco Ignacio Guendica Aldunate. Este militar vasco «tuvo que comprar varias viviendas entre 1736-1738 para poder encargar la construcción del palacio.»

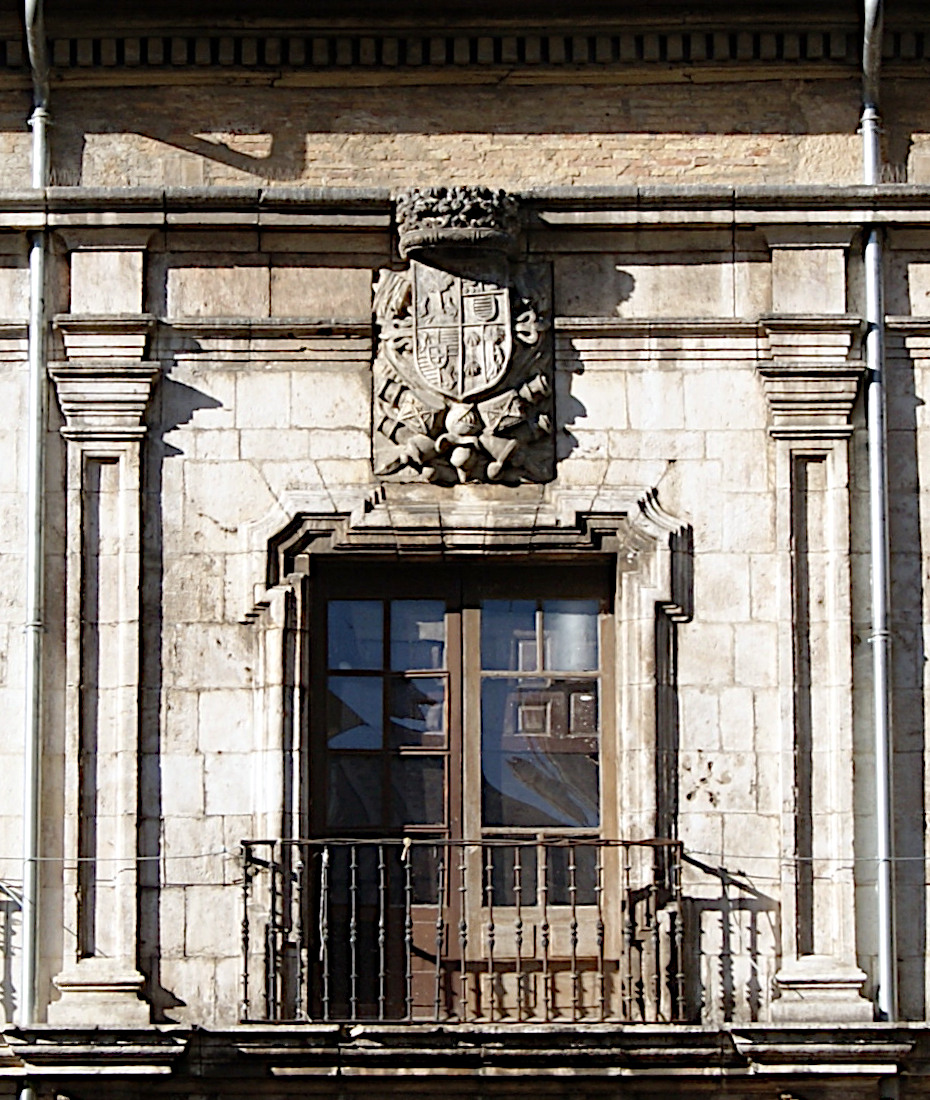
Detalle de la piedra armera en la parte central de la segunda planta con las armas de los Daoiz-Guendica.

### Exterior
La fachada del edificio es barroca y elegante, abierta a la plaza de la fuente de Santa Cecilia, y está construida en piedra de sillería, «organizada en tres niveles con triple hueco a la calle». Con posterioridad «el edificio ha experimentado un recrecimiento en ladrillo, quizás tras la introducción del escudo en el siglo XIX» ya que se observa una ruptura en la moldura de coronamiento. En el Catálogo Monumental de Navarra se describe así:

Muy elaborado resulta todo el desarrollo del alzado, bien planteado horlzontalmente con la disposición de entablamentos de separación entre los cuerpos superiores y verticalmente incorporando pilastras cajeadas entre los vanos. Centra el piso inferior el arco de entrada, con el dovelaje moldurado que apoya en pilares cajeados con los extremos en chaflán, a los lados del que se sbren unas ventanas, hoy rasgadas hasta el suelo, enriquecidas por molduras y orejetas, todo ello propio de la arquitectura del siglo XVIII. El mismo tipo de enmarque barroco, saliente y quebrado, vuelve a repetirse en los balcones, tres por piso, que se abren en los dos niveles siguientes, enriquecidos además por ef anvepecha de hierro, cuyo formato simple hace pensar que obedecen a una sustitución posterior.

Aunque ha llegado hasta nuestros días en bastante mal estado, aún conserva en su frente el escudo de los Daoiz-Guendica, «con bordura de trofeos y corona de marqués por timbre» mostrando el campo cuartelado: «en el primero árbol arrancado entre dos obos rampantes, en el segundo cortado con una cruz más escudete entre roeles y debajo escudo con seis fajas, en el tercero cuartelado alternan león rampante y siete fajas más cruz en el corazón, y en el cuarto partido, dos veneras y árbol arrancado con león rampante. En los distintos cuarteles se representan las armas de los apellidos Guendica, Faudrás, Aldunate y Martínez de Ujué.»

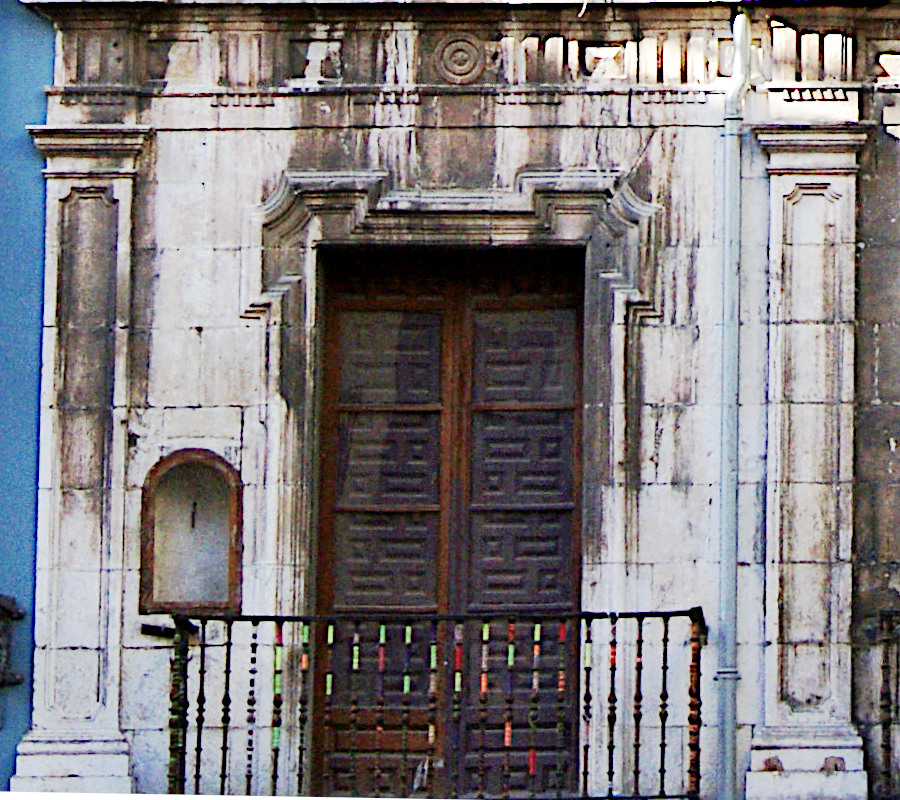
Detalle de la hornacina vacía donde hasta hace pocos años se veneraba una imagen de San José.

También se observa una hornacina, en el lado izquierdo del espectador, que tuvo una imagen de San José, barroca del siglo XVIII.

### Interior
Por otra parte, en el interior, «se conserva un amplio zaguán cubierto por tres tramos de bóveda de lunetos, con sus correspondientes pilastras cajeadas y placas recortadas, que muere en una amplia escalera imperial» que quedó desvirtuada tras convertirse en un edificio de viviendas en alquiler. Esta escalera partía «de una tramada para dividirse en el piso noble en dos, acrecentado su interés toda la carpintería y herrajes» que se habían conservado desde el siglo XVIII hasta fechas recientes.
Destaca la profundidad de la parcela, que termina en la calle de la Mañueta, dando un aspecto relativo de poca anchura que «dejará impronta en la organización de los espacios de acceso y escaleras que vertebran la circulación principal de la casa, así como en la disposición del patio y de la iluminación natural del edificio.» Es por ello, afirmaba el autor de la memoria descriptiva de 2014, que «dispone un zaguán estrecho y profundo, prolongado por un largo tramo de escalera de igual anchura –en el que incluso se fuerza la perspectiva para aumentar la sensación de profundidad– que llega a la escalera principal, organizada en una caja alargada. El patio también presenta una disposición alargada y llega con sus dos alas laterales hasta el final del nivel correspondiente a la calle Navarrería, para quedar cerrado por el cuerpo posterior, asentado en el nivel de la calle Mañueta y ya de menor profundidad.»